# 300 إسبرطي (فلم)

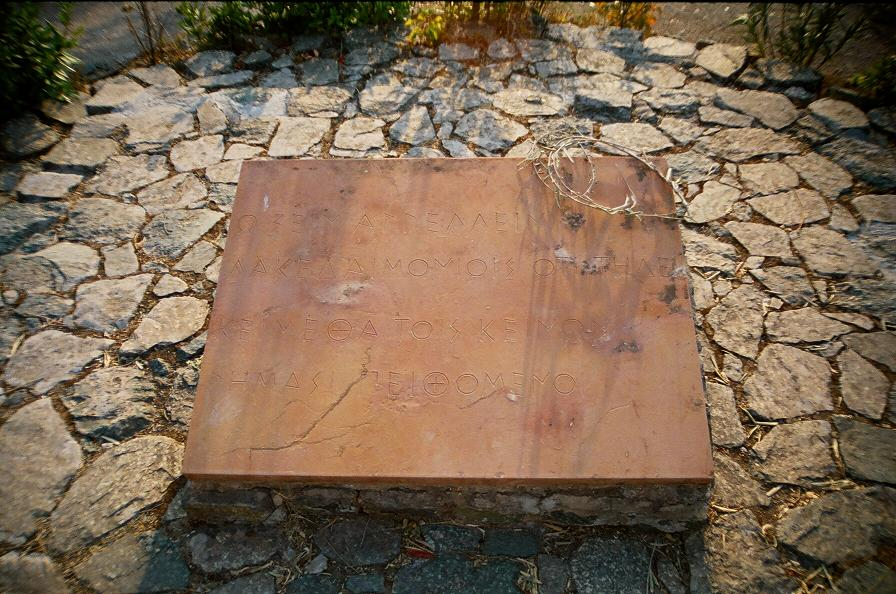
Epitaph with Simonides' epigram (modern photo)

فيلم الأسبارطة الـ300 (بالإنجليزية: The 300 Spartans)، هو فيلم سينمائي أمريكي، أنتج من قبل شركة فوكس سنة 1962، والذي تدور أحداثه حول معركة الترامبولي، والتي يواجه فيها 300 أسبرطي محاربي اليونان أمام القوات الفارسية الغازية لليونان، وانتهى الفيلم إلى هزيمة المحاربين الثلاثمئة أمام القوات الفارسية.

## وصلات خارجية
- مقالات تستعمل روابط فنية بلا صلة مع ويكي بيانات
- The 300 Spartans (1962) at DBCult Film Institute
- The 300 Spartans! على موقع أول موفي.
- The 300 Spartans publicity photos على 300spartanwarriors.com